# 玉屋庄兵衛
玉屋庄兵衛（たまやしょうべえ）はからくり人形師。現在9代目。
享保18年（1733年）、現在の名古屋市中区錦1丁目から2丁目、伝馬橋東から伝馬通本町までの東照宮祭「林和靖車」の鶴からくりの修理と操作指導のために、8代将軍徳川吉宗の厳しい質素倹約策に対抗して遊興や東照宮などの祭の奨励策をとっていた7代尾張藩主の徳川宗春が、京都で活動していたこのからくり人形師を名古屋に招いた事から訪れ、翌年再訪。そのまま玉屋町（本町通の南、現在の中区錦三丁目）に移り住んだことから玉屋庄兵衛と呼ばれるようになった。この人物を初代とする。生没年不明。

## 歴代
その後、五代目まで玉屋庄兵衛の名は、当代の優れたからくり人形師が受け継いだと考えられている。

### 二代目
1800年代初頭の人物。文政二年（1819年）没とされる。

### 三代目
文政頃の人物とされるが詳細不明。

### 四代目
文政頃の人物とされるが詳細不明。

### 五代目
幕末から明治にかけての人物で本姓は荒川。嘉永六年（1853年）頃から玉屋の名での作品が確認されている。明治21年（1888年）没。

### 六代目
本名は高科正芳。旧尾張藩士の家系に生まれ、山車の前棚人形を多く手がけた。昭和5年（1930年）6月没。

### 七代目
本名は高科正守（大正12年（1923年）- 昭和63年（1988年）5月18日）。
山車造りを営む家で生まれた父・岩次郎は大正12年に六代目と養子縁組したが、翌年七代目を継ぐことなく死去。昭和5年（1930年）、六代目の死去に伴い7歳で七代目を継いだ。全国のからくり人形を直接見て回るなど独学で知識を積み上げ、各地で死蔵されていたからくりの復元に尽したとされるが、その一方で元々と違う形で「修復」することがあり、からくりの研究家などからの評価は高くないとも言われる。

### 八代目
本名は高科正夫（昭和25年（1950年）- 平成7年（1995年）8月23日）。
25歳の時に七代目に弟子入り。昭和63年（1988年）に八代目を継ぎ、伝統的なからくりを製作する一方でからくりの制御にコンピューターを導入するなど新しい挑戦も行った。平成7年3月には弟に玉屋庄兵衛の名を譲り、初代萬屋仁兵衛と称した。同年、癌により病没。

### 九代目

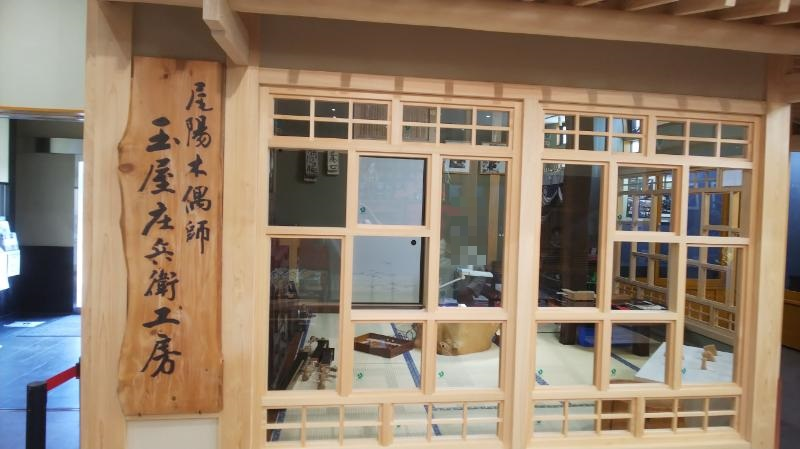
犬山からくりミュージアムの玉屋庄兵衛の工房

本名は高科庄次（1954年6月13日 - ）。
25歳で七代目に弟子入り。1995年（平成7年）、兄・正夫から玉屋庄兵衛の名を継いだ。1996年（平成8年）より、からくり製作に加えて犬山市の犬山市文化史料館の別館「からくり展示館」で、からくり細工の実演公開などの活動を毎週行っている。2005年（平成17年）にイギリス・ロンドンの大英博物館に「茶運び人形」を寄贈。また、2015年現在は名古屋市北区の自宅兼工房にて、各地の山車からくりの修復を行っている。各地に伝わる山車からくりの修復だけでなく、2000年代に入ってからは半田山車まつりの乙川、西成岩に新作の山車からくりを製作、デザイナー山中俊治主催の「骨」展に、「弓曳き小早舟」を出展するなど創作からくりにも積極的に取り組んでいる。2014年（平成26年）、現代の名工として表彰される。